# アルベルト・レンガー＝パッチュ

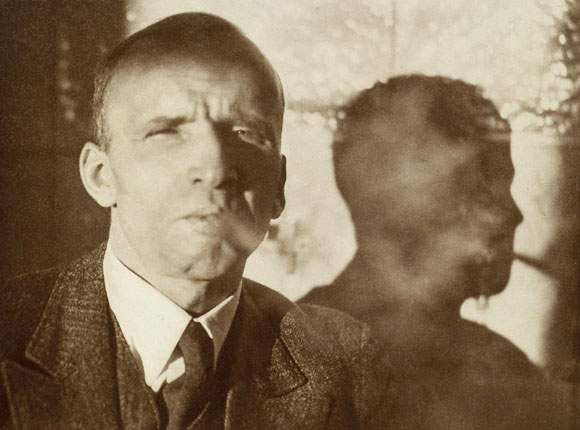
アルベルト・レンガー＝パッチュ

アルベルト・レンガー＝パッチュ（Albert Renger-Patzsch, 1897年　ヴュルツブルク - 1966年　ヴァーメル Wamel）は、20世紀前半にドイツで活躍した写真家。「レンゲル＝パッチュ」と記載されることもある。

## 来歴
レンガー＝パッチュはヴュルツブルクで生まれ、12歳までには写真を撮影し始めていた。 
新即物主義を代表する写真家。ストレートフォトグラフィの手法で、工場や機械を中心に、人や動物も含めた様々な「物」を撮影した写真集『世界は美しい』（Die Welt ist Schön, 1928年）の作品は、撮影対象から「意味」を剥ぎ取り、外見以外の情報を捨て去ったような作品群である。それらの作品からは、作者特有の美意識や視線が強く感じられ、おおむね、その感覚は共有できるものとなっている。
ただ、指摘されていることとして、この感覚・視線をつきつめると、例えば、極端な例で「原爆のミサイルは美しい」「切り取られた人間の腕は美しい」と、対象物の現実の状態や意味合いを無視した結論が導かれるおそれがあり、その危険性には十分に留意すべきである。レンガー＝パッチュの作品は、多数の写真家に強い影響を与えている。
いくつかの展覧会で取り上げられているが、日本の美術館における個人の回顧展は、まだ開催されていない。

## 外部サイト
- 作品図版：、、
- 本人の写真